# Serolis hoshiaii
Serolis hoshiaii is een pissebed uit de familie Serolidae. De wetenschappelijke naam van de soort is voor het eerst geldig gepubliceerd in 2005 door Nunomura.